# Патронная лента
Патронная лента, пулемётная лента, лента патронная — специальная лента, снаряжённая патронами для боевого питания (боепитания) стрелкового оружия, обычно — пулемёта, как правило находящаяся в патронной коробке. 
Патронная лента также используется для боепитания автоматических пушек и гранатомётов.
Лента служит для соединения патронов (снарядов) вместе. При ленточном питании подача патронов (снарядов) осуществляется за счёт использования энергии подвижных частей оружия. Обычно ленты имеют гибкую конструкцию, но существовали и жёсткие ленты фиксированной длины, в частности, они использовались в пулемётах Гочкис. Также в авиационных пулемётах могут применяться патронопроводы, которые лентами не являются (их задача — избежать перекручивания ленты и, таким образом, заклинивания оружия).
- Ленты могут быть холщовыми или металлическими.
- Существует два типа лент — разъёмно-звеньевая лента и лента фиксированной длины (холщовая, металлическая или пластиковая, в зависимости от применяемого связующего материала).

В разъёмно-звеньевой ленте используются звенья, которые объединяют сами патроны. Во время стрельбы происходит выстрел и выброс стреляной гильзы из звена ленты, соединявшей её с другой. Такая лента не ограничена по длине, так как две ленты могут быть легко объединены вместе посредством вставленного патрона. В ленте фиксированной длины звенья соединяются между собой, а не с помощью патрона.
С появлением автоматического стрелкового оружия встала проблема эффективной подачи боеприпасов без частых перезарядок после опустошения магазина. Магазины с повышенной вместимостью были часто неудобными и большими по размеру. Пулемётные ленты стали наиболее подходящей системой боепитания для пулемётов в условиях интенсивного огня.
При транспортировке лента часто упаковывается в короб, который может быть присоединён к оружию для облегчения переноски во время боя.
Набивка пулемётных лент патронами производится с помощью специальной машинки или вручную.

## Галерея
- Пулемётная разъёмно-звеньевая лента к пулемёту УБ в нижней левой части изображения
- Браунинг M1917A1. Ленты могут быть холщовыми
- Набивка пулемётной ленты к пулемёту «Виккерс»
- Станковый гранатомёт АГС-17 с ленточным боепитанием
- 20-мм снаряды к автоматической пушке Mark 15 Phalanx CIWS в ленте
- Лента с 35-мм снарядами к ЗСУ «Гепард»
- Звенья ленты к 30-мм пушке АК-230
- Часть патронной ленты к 20-мм пушке Rheinmetall Rh 202[англ.]
- немецкий парашютист из 11-го воздушного корпуса с MG 42 и лентой к нему (1943)
- Разъёмная лента M27 с патронами 5,56×45 мм
- Разъёмная лента M13 с патронами 7,62×51 мм
- Рассыпная лента из .50 BMG